# هو جونز
هو جونز (بالإنجليزية: Huw Jones)‏ هو قسيس بريطاني، ولد في 1 يوليو 1934، وتوفي في 18 أكتوبر 2016.